# حينانيت
حينانيت (بالعبرية: חיננית) مستوطنة مجتمعية إسرائيلية، أقيمت غرب محافظة جنين شمال الضفة الغربية، وتقع إداريًا ضمن اختصاص مجلس شمرون الإقليمي. في عام 2018 كان عدد سكانها 1,323 مستوطنًا.

## الجانب القانوني
يعتبر المجتمع الدولي المستوطنات الإسرائيلية في الضفة الغربية غير قانونية بموجب القانون الدولي، لكن الحكومة الإسرائيلية تعارض ذلك.